# Skagen Odde
Skagen Odde, ook Skagens Odde genoemd, is een zanderig schiereiland in het noorden van Denemarken. Het strekt zich ongeveer 30 kilometer uit vanaf het noordoostpunt van Vendsyssel in Noord-Jutland, Denemarken.
Skagen Odde wordt gezien als een van de grootste schoorwallen in Europa, ontstaan door een continu proces van depositie van zand en grind, die door de brandingsstroom in noordoostelijke richting wordt bewogen. De schoorwal heeft een breedte van 3 tot 7 km. 
In tegenstelling tot wat vaak wordt gedacht bevindt het noordelijkste punt van het vasteland van Denemarken zich niet op de zandbank van Grenen, maar bij het Nordstrand op enige honderden meters ten noordwesten daarvan.

## Geografie
Het schiereiland Skagen Odde begint bij Ålbæk in het zuiden en loopt door tot aan Grenen. Bij Grenen komen het Skagerrak en het Kattegat bij elkaar. Op het schiereiland liggen de plaatsen Skagen en Hulsig en het vakantiepark Kandestederne. Er zijn meerdere beschermde gebieden:
- Grenen (350 ha)
- Hulsig Hede (2.170 ha)
- Råbjerg Mile (1.620 ha)
- Bunken Klitplantage (670 ha)

Het schiereiland werd ongeveer 15.000 jaar geleden gevormd toen het ijs rondom Vendsyssel smolt en zo een kustlijn vormde die tot Frederikshavn strekt. Het is gevormd door sedimentaire afzettingen van de westkust van Jutland. Het noordelijkste punt is bij Skagen Nordstrand, waar de stromingen zand brengen naar het Skagens Rev rif, waardoor het ongeveer zes tot acht meter per jaar richting het oosten groeit, terwijl de westkant langzaamaan erodeert. Er wordt gemeld dat de zandtong zich met een snelheid van vier meter per jaar uitbreidt.

## Natuur

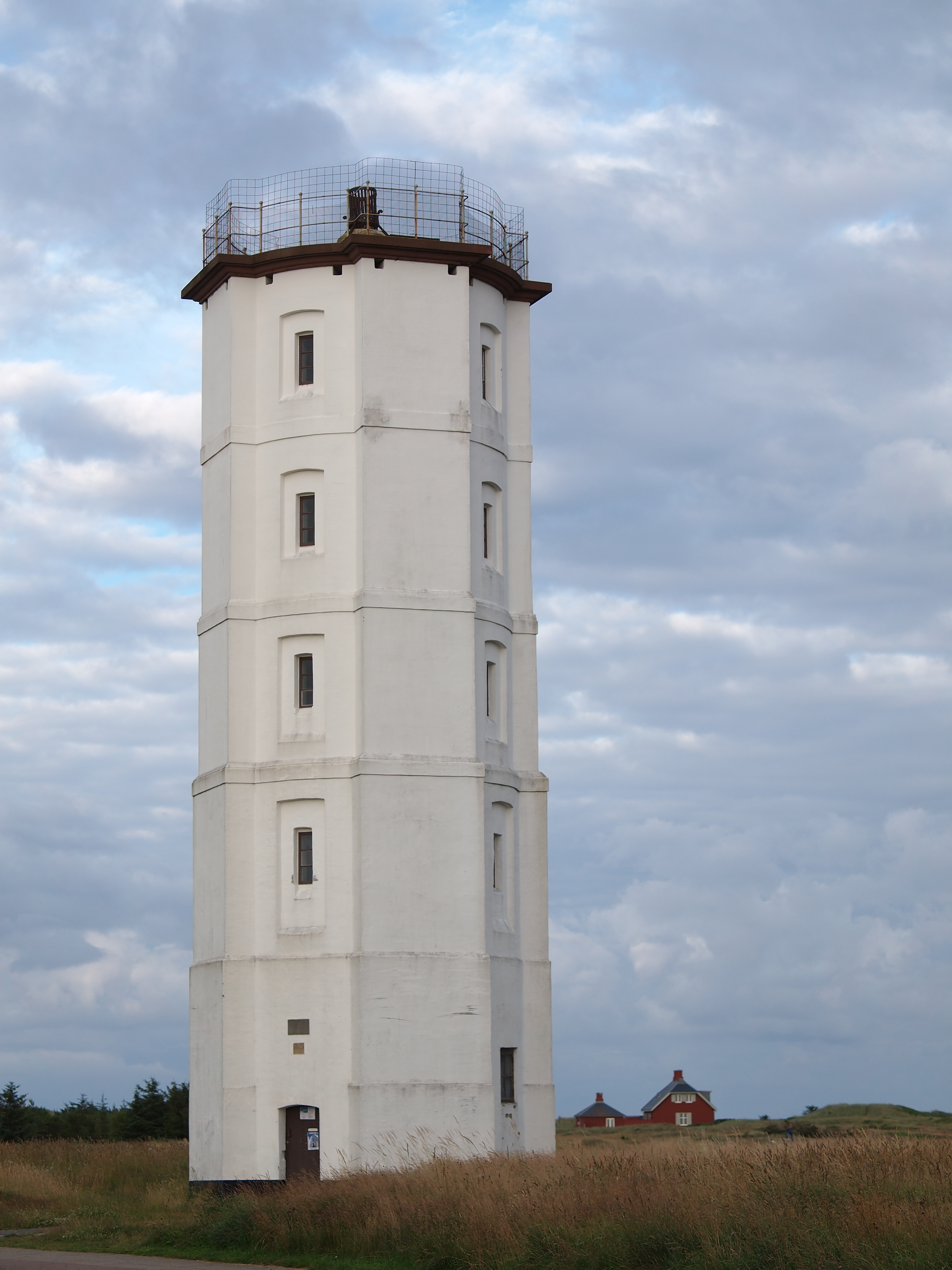
De witte vuurtoren van Skagen.

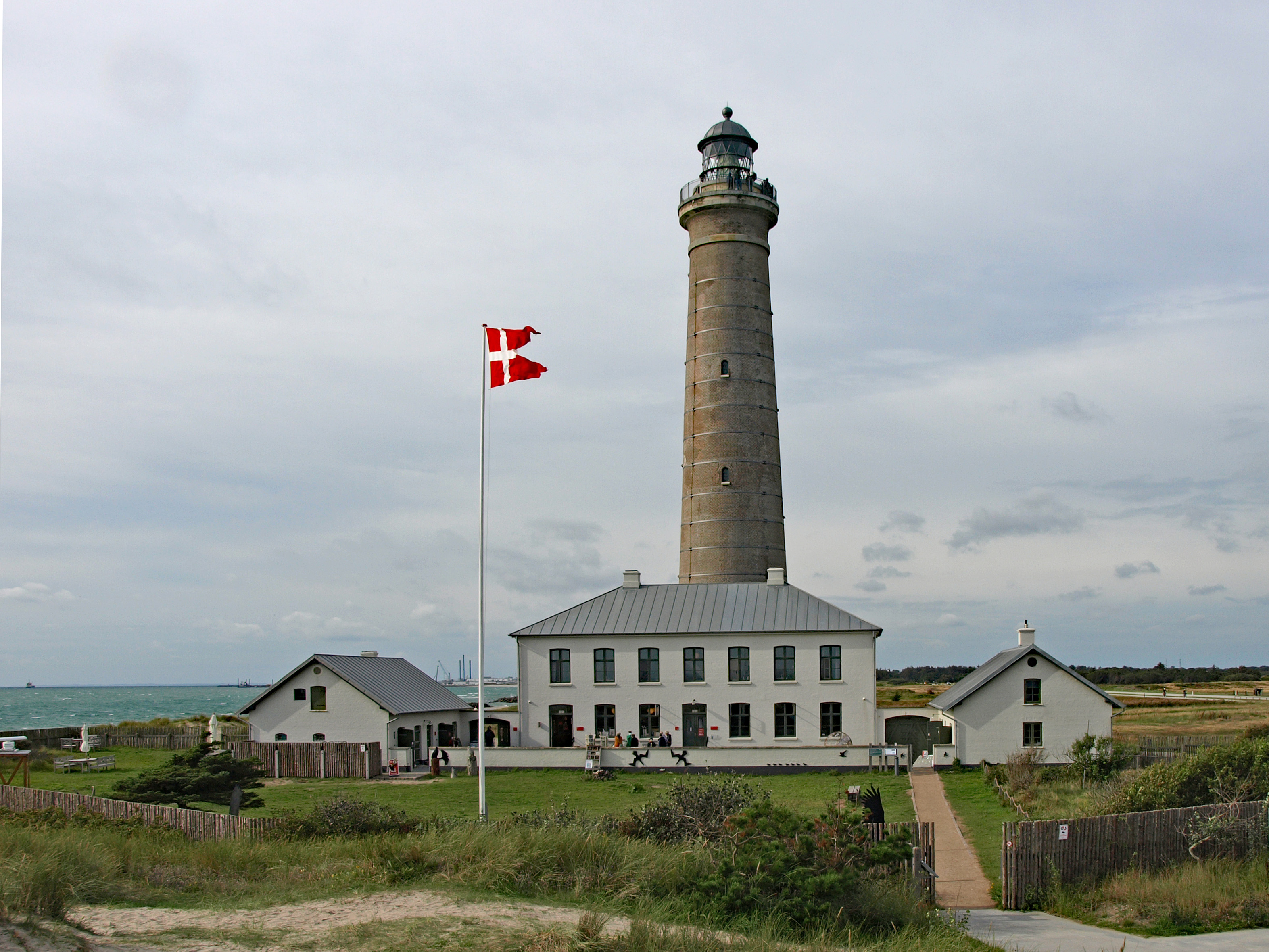
De grijze vuurtoren van Skagen.

De duinen zijn bedekt met heide, struikhei en andere inheemse en gecultiveerde planten. Het driekleurig viooltje is een inheemse bloem met kleuren variërend van wit tot blauwviolet. Kruipwilg krult in de vorm van een roos, en wordt daarom ook wel de Skagen-roos genoemd. Hoewel het geen bloem is, wordt het gedroogd en gebruikt om souvenirs te versieren. De duinplantage werd in 1888 aangelegd ten zuiden van Skagen en ontwikkelde zich aan beide zijden van de weg die tussen Frederikshavn en Skagen loopt, om te voorkomen dat de zandduinen verschuiven. In het zuiden zijn plantages (sommige zelfs 100 jaar oud) voorzien van bomen, waaronder dennen (bergden, zwarte den, grove den en draaiden), sparren, eiken en berken, evenals echt rendiermos. Deze gecultiveerde bossen zijn tevens recreatiegebieden, met goed aangelegde wandelpaden. Hier is de bosbodem bezaaid met anemonen, helmbloemen, kamperfoelie en mossen.
Voorkomende fauna omvat rode eekhoorns, rode vossen, herten, hazen en adders. Er zijn ook meldingen van zandhagedissen, zandloopkevers en gewone doolhofspinnen.
Vele vogels komen samen op het uiterste punt van Skagen Odde, voornamelijk tijdens de trek in het voor- en najaar. In het voorjaar zijn het voornamelijk roofvogels. In april en mei worden onder andere zeearend, steenarend, buizerd, rode wouw en kraanvogel waargenomen. In de herfst komen de zeevogels samen: jan-van-gent, zeekoet en verschillende jagers worden regelmatig waargenomen, evenals nachtzwaluw, boomleeuwerik en zwarte mees. Het gebied van Skagen Odde en Grenen werkt als een flessenhals voor de migrerende vogels over de zeeën naar Bohuslän in Zweden elke lente. Het wordt daarom beschouwd als de beste plek voor het spotten van vogels in het land en als beste plek voor het observeren van trekkende roofvogels in heel Noord-Europa. Sinds 2005 wordt er het jaarlijkse Skagen Bird Festival gehouden rondom de witte vuurtoren van Skagen. Er komen meer dan duizend bezoekers en deelnemers.

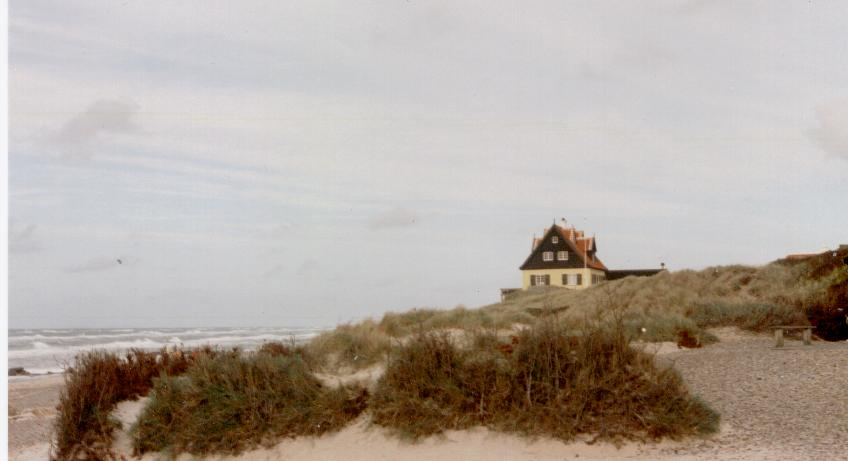
Flora op de duinen.